# Vila de Cruces
Vila de Cruces és un municipi (concello en gallec) de la província de Pontevedra (Galícia). Pertany a la comarca do Deza.
Limita amb els concellos de Boqueixón, Touro, Arzúa i Santiso per La Corunya; i Silleda, Agolada i Lalín per Pontevedra.
Segons el padró del 2003, tenia 6.953 habitants. La patrona del poble és la Nostra Seyora de la Pietat, la festa de la qual se celebra un cap de setmana d'inicis d'agost. També s'hi celebren festes gastronòmiques com la de la Castanya al novembre, la del Xoriç al febrer i la del «Gallo de Corral», totes amb degustacions de productes de la zona.
Aquestes són les 28 parròquies que conté Vila de Cruces: Añobre (San Pedro), Arnego (Santa María), Asorei (Santa María), Bascuas (Santa Mariña), Besexos (San Fiz), Bodaño (San Mamede), Brandariz (San Miguel), Camanzo (San Salvador), Carbia (San Xoán), As Cruces (Nosa Señora da Piedade), Cumeiro (San Pedro), Duxame (San Miguel), Ferreirós (San Xes), Fontao (Santiago), Gres (Santiago), Larazo (San Xoán), Loño (San Mamede), Merza (Santa María), Obra (San Tomé), Oirós (Santa María), Ollares (Santa María), Piloño (Santa María), Portodemouros (San Salvador), Sabrexo (Santa María), Salgueiros (San Pedro), San Pedro de Losón (San Pedro), San Tomé de Insua (San Tomé) i Toiriz (San Xoán).

## Personalitats
- Alfredo García Ramos, jurista (1877-1934).
- Xosé Neira Vilas, escriptor (n. 1928).